# Venezuela en los Juegos Olímpicos de México 1968
Venezuela estuvo representada en los Juegos Olímpicos de México 1968 por un total de 23 deportistas masculinos que compitieron en 5 deportes.

## Medallistas
El equipo olímpico venezolano obtuvo las siguientes medallas:
| Medalla        | Atleta              | Deporte | Evento   | Fecha                 |
| -------------- | ------------------- | ------- | -------- | --------------------- |
| Medalla de oro | Francisco Rodríguez | Boxeo   | –48 kg M | 26 de octubre de 1968 |

## Deportes

### Atletismo
Eventos de Pista
| Atletas                                                               | Evento                      | Eliminatoria | Eliminatoria | Cuarto de final | Cuarto de final | Semifinal | Semifinal | Final     | Final     |
| --------------------------------------------------------------------- | --------------------------- | ------------ | ------------ | --------------- | --------------- | --------- | --------- | --------- | --------- |
| Atletas                                                               | Evento                      | Tiempo       | Lugar        | Tiempo          | Lugar           | Tiempo    | Lugar     | Tiempo    | Lugar     |
| Horacio Esteves                                                       | 100 m libre masculino       | 10.65        | 6 h9         | No avanzó       | No avanzó       | No avanzó | No avanzó | No avanzó | No avanzó |
| Manuel Planchart                                                      | 100 m libre masculino       | 10.80        | 8 h2         | No avanzó       | No avanzó       | No avanzó | No avanzó | No avanzó | No avanzó |
| José Jacinto Hidalgo                                                  | 400 m libre masculino       | 46.32        | 5 h5         | No avanzó       | No avanzó       | No avanzó | No avanzó | No avanzó | No avanzó |
| Víctor Patíñez Raúl Dome Víctor Maldonado Flores José Jacinto Hidalgo | 4 × 400 m relevos masculino | 3:07,65      | 5 h3         | —               | —               | —         | —         | No avanzó | No avanzó |
| Víctor Maldonado Flores                                               | 400 m vallas                | 52.2         | 8 h1         | No avanzó       | No avanzó       | No avanzó | No avanzó | No avanzó | No avanzó |

### Boxeo
Masculino
| Atleta              | Evento                    | Dieciséisavos de final       | Octavos de final             | Cuartos de final              | Semifinales                | Final                   | Final          |
| Atleta              | Evento                    | Oponente Resultado           | Oponente Resultado           | Oponente Resultado            | Oponente Resultado         | Oponente Resultado      | Puesto         |
| ------------------- | ------------------------- | ---------------------------- | ---------------------------- | ----------------------------- | -------------------------- | ----------------------- | -------------- |
| Francisco Rodríguez | Peso minimosca -48 kg     | bye                          | Rafael Carbonell (CUB) V 5-0 | Hatha Karunaratne (SRI) V RSC | Harlan Marbley (USA) V 4-1 | Jee Yong-ju (KOR) V 3-2 | Medalla de oro |
| Félix Márquez       | Peso mosca -51 kg         | Nicolai Novikov (URS) P 5-0  | No avanzó                    | No avanzó                     | No avanzó                  | No avanzó               | =17            |
| Armando Mendoza     | Peso ligero -60 kg        | Martín Puello (DOM) V RSC    | Mohamed Muruli (UGA) P 4-1   | No avanzó                     | No avanzó                  | No avanzó               | =9             |
| Nelson Ruiz         | Peso superligero -63,5 kg | Niyom Prasertsom (THA) V 3-2 | Kim Sa-young (KOR) P 4-1     | No avanzó                     | No avanzó                  | No avanzó               | =9             |

### Esgrima
Venezuela estuvo representada por 4 esgrimistas.
Espada individual masculino
- Silvio Fernández
- Félix Piñero

Florete individual masculino
- Freddy Salazar
- Silvio Fernández
- Félix Piñero

Florete por equipo masculino
- Silvio Fernández, Félix Piñero, Freddy Salazar, Luis García

### Tiro
| Atleta          | Evento                                   | Final  | Final  |
| Atleta          | Evento                                   | Puntos | Puesto |
| --------------- | ---------------------------------------- | ------ | ------ |
| Edgar Espinoza  | Pistola libre 50 m masculino             | 540    | 37.    |
| Juan Llabot     | Rifle en 3 posiciones 50 m masculino     | 1094   | 52.    |
| Enrico Forcella | Rifle en posición tendido 50 m masculino | 588    | 44.    |
| Boris Loginow   | Rifle en posición tendido 50 m masculino | 586    | 55.    |
| Ivo Orlandi     | Foso olímpico                            | 187    | 32.    |

### Vela
| Atleta                                      | Evento | Carrera | Carrera | Carrera | Carrera | Carrera | Carrera | Carrera | Carrera | Carrera | Carrera | Carrera | Carrera | Carrera | Carrera | Puntos | Total | Posición Final |
| Atleta                                      | Evento | I       | I       | II      | II      | III     | III     | IV      | IV      | V       | V       | VI      | VI      | VII     | VII     | Puntos | Total | Posición Final |
| Atleta                                      | Evento | Pos     | Pts     | Pos     | Pts     | Pos     | Pts     | Pos     | Pts     | Pos     | Pts     | Pos     | Pts     | Pos     | Pts     | Puntos | Total | Posición Final |
| ------------------------------------------- | ------ | ------- | ------- | ------- | ------- | ------- | ------- | ------- | ------- | ------- | ------- | ------- | ------- | ------- | ------- | ------ | ----- | -------------- |
| Karsten Boysen Halblaub                     | Finn   | 29      | 35      | 26      | 32      | 20      | 26      | 29      | 35      | 28      | 34      | 19      | 25      | DNF     | 40      | 227    | 187   | 30             |
| Daniel Trujillo Hervé Roche Frohmund Burger | Dragon | 21      | 27      | 18      | 24      | 21      | 27      | 23      | 29      | 20      | 26      | 20      | 26      | 21      | 27      | 186    | 157   | 22             |